# Буфтеа
Буфтеа (рум. Buftea) град је у Румунији. Она се налази у јужном делу земље, у историјској покрајини Влашка. Буфтеа (са Букурештом и Отопенијем) је једно од управно средиште округа Илфов, који окружује главни град Букурешт.
Буфтеа је површине од 57,4 km, на којој је по последњем попису из 2002. године живело 25.105 становника.

## Географија
Град Буфтеа налази се у средишњем делу историјске покрајине Влашке, у оквиру уже области Мунтеније. Град се налази око 20 km северозападно од Букурешта.
Буфтеа је најмање окружно средиште у Румунији, у ствари најзначајније предграђе Букурешта. Округ Илфов, где се Буфтеа налази, обухвата предграђа престонице.

## Становништво
У односу на попис из 2002., број становника на попису из 2011. се повећао.
| 1977.  | 1992.  | 2002.  | 2011.  |
| ------ | ------ | ------ | ------ |
| 14.891 | 19.399 | 19.617 | 22.178 |

Матични Румуни чине већину градског становништва Буфтее, а од мањина присутни су једино Роми. Град је једно од најбрже растућих места у целој земљи захваљујући близини главног града и развијеним управним наменама наспрам броја становника.